# Amor en forma
Amor en forma es una serie colombiana realizada por la productora Colombiana de Televisión en 1998 y 1999 originalmente para el Canal Uno.

## Elenco
- Julio del Mar como Alberto.
- Zharick León como Victoria.
- Lorna Paz como Juliana.
- Liesel Potdevin como Marcia.
- Andrea Quejuán como Katia.
- Juan Pablo Raba como Eduardo.
- Luis Fernando Salas como Johny.
- Paola Salazar como Valentina.
- Kike Vivaldi como Ángel.
- Manuela González como Paulina.
- Alejandro López

- Datos: Q5673044